# Paolo Pombeni
Paolo Pombeni (Bolzano, 10 settembre 1948) è uno storico, politologo e editorialista italiano.

## Attività accademica
È professore emerito essendo stato come professore ordinario, titolare dei corsi di Storia dei sistemi politici europei e di Storia dell'ordine internazionale presso la Scuola di Scienze Politiche dell'Università di Bologna. Dal 2011 al 31 agosto 2016 è stato direttore dell'Istituto storico italo-germanico (Isig) di Trento, e dal 2010 al 2012 dell'Istituto di Studi Avanzati dell'Università di Bologna. È stato anche direttore del Centro Studi Progetto Europeo e del suo sito web.
È membro della direzione della rivista “Ricerche di Storia politica”, che ha fondato, e dell'editorial board del “Journal of Political Ideologies”. È  editorialista del quotidiano Il Messaggero.
Ha diretto l'edizione critica degli Scritti e discorsi politici di Alcide De Gasperi (Bologna, il Mulino, 2006-2009). Attualmente dirige il periodico on line "Mente Politica" (www.mentepolitica.it) e collabora a Il Sole 24Ore. È socio della Associazione di Cultura e Politica "Il Mulino" ed è stato membro del consiglio editoriale della casa editrice il Mulino e del comitato di direzione della rivista "Il Mulino" e dal primo gennaio 2024 è stato elettodirettore della rivista per il triennio 2024-2026
È stato il secondo presidente, dopo Luciano Cafagna, della Società Italiana per lo Studio della Storia Contemporanea, dal 1992 al 1995.
Nel 2017 gli è stato assegnato il premio Tartufari dell'Accademia dei Lincei. Nel 2021 gli è stato assegnato il premio Acqui Storia alla carriera.

## Opere principali
- Partiti e sistemi politici nell'Europa contemporanea (il Mulino, 1994)
- Il primo De Gasperi. Formazione e apprendistato di un politico di professione 1881-1918 (il Mulino, 2007)
- La ragione e la passione. Le forme della politica nell'Europa contemporanea (il Mulino, 2010).
- Giuseppe Dossetti. L'avventura politica di un riformatore cristiano, (il Mulino, 2013)
- [in dialogo con Michele Marchi], La politica dei cattolici dal Risorgimento ad oggi, (Città Nuova 2015)
- [editor], The historiography of Transition. Critical Phases in the Development of Modernity, 1494-1973 (London, Routledge, 2016)
- La questione costituzionale in Italia (il Mulino, 2016)
- Cosa resta del 68 (il Mulino 2018)
- La buona Politica (il Mulino 2019)
- Sinistre. Un secolo di divisioni (il Mulino 2021)
- L'apertura. L'Italia e il centrosinistra 1953-1963 (il Mulino 2022)